# Plážový fotbal

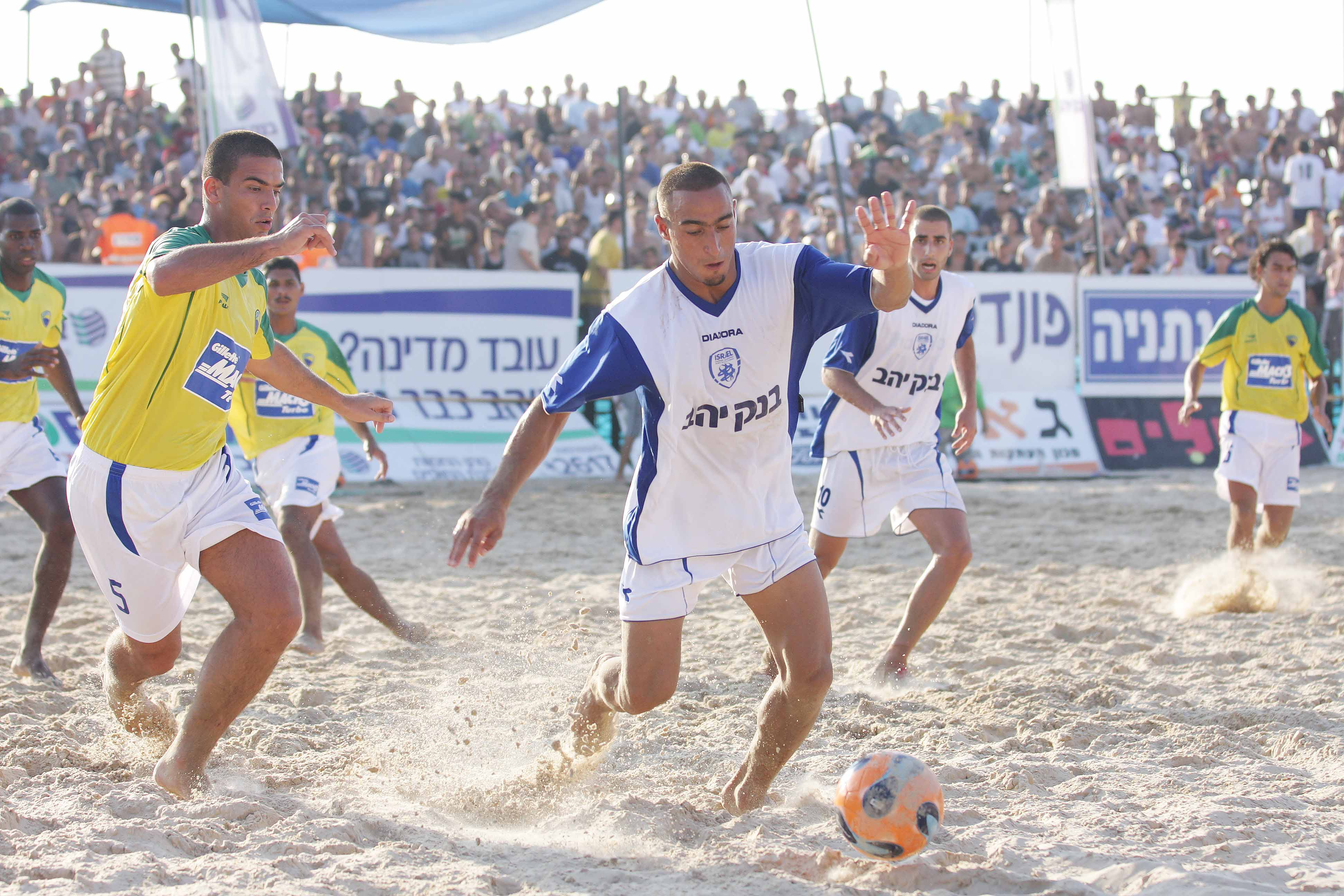
Zápas Izrael – Brazílie, Pohár solidarity, 11. července 2008, pláž Poleg, Netanja, Izrael

Plážový fotbal (anglicky beach soccer, španělsky Fútbol playa) je plážový kolektivní sport,
který se hraje na pískovém hřišti obdélníkového tvaru o rozměrech 26–28 × 35–37 metrů.
Branka má rozměry 2,2 × 5,5 metrů. Hru hraje vždy pět hráčů na každé straně, čtyři hráči v poli a jeden brankář,
dalších pět hráčů může sedět na lavičce.
Oproti klasickému fotbalu je hra rozdělena na tři třetiny po 12 minutách (celková hrací doba činí tedy 36 minut).
Vzhledem k tomu, že přihrávání na hlubokém písku je podstatně fyzicky namáhavější a technicky obtížnější než je tomu
na fotbalovém trávníku, je hra obvykle mnohem svižnější a zpravidla podstatně techničtější než u klasického fotbalu
nebo i v sálové kopané. Méně se zde přihrává a velmi často se zde střílí na bránu (a to velmi často přímo ze vzduchu).
Vzhledem k tomu, že dopad do měkkého písku tolik nebolí a nehrozí zraněním jako při dopadu na trávník nebo na podlahu, jsou při
špičkovém provedení plážového fotbalu k vidění různé technické finty, triky a finesy, fotbalové parádičky
(například častá střelba přes hlavu - tzv. nůžky), zápasy jsou díky tomu divácky poměrně atraktivní. Hráči zde vůbec
nepoužívají žádné kopačky, hrají bosí. 
Zápas nemůže skončit remízou, v případě nerozhodnutého výsledku se nastavují další 3 minuty a uplatňuje se zde
systematicky pravidlo zlatého gólu. Poté přichází na řadu penaltový rozstřel s pravidlem „náhlé smrti“.
Rozhodčí má navíc kromě klasické žluté karty (napomenutí) a červené karty (vyloučení do konce utkání) k dispozici
i modrou kartu (dočasné vyloučení na dvě minuty).

## Historie
Hra původně vznikla na brazilských plážích. Oficiální pravidla obdržela až v roce 1992.

## Mezinárodní soutěže
Turnaje národních reprezentací
- Mistrovství světa v plážovém fotbale
  - Mistrovství Jižní Ameriky v plážovém fotbale

Klubové soutěže
- Liga mistrů (Evropa)

## Plážový fotbal v České republice
Tento mladý sport si získává stále větší popularitu i na českém území a počet míst, kde je možné si tento sport zahrát se neustále zvyšuje (Praha, Plzeň, Sokolov, Cheb, Příbram, Prostějov, Písek, Loučná nad Desnou a další). Kompletní seznam sportovišť nabízí na svých stránkách http://www.plazovakopana.cz Subkomise plážového fotbalu (nejvyšší orgán na našem území). Subkomise je součástí struktur Fotbalové asociace České republiky (FAČR). Na webu Subkomise je možné dohledat i novinky z domova i zahraničí. Ty je možné dohledat i na http://www.facebook.com/beachsoccercz. Současným předsedou plážového fotbalu je od roku 2009 Jan Dámec. Jeho předchůdcem na této pozici byl v období 2007 - 2009 Oldřich Prohl.

## Reprezentace České republiky
První mezistátní zápas odehrála česká reprezentace 28. srpna 2006 v Marseille, kde se zúčastnila bojů o postup na MS 2006. Tehdejším soupeřem byl výběr Belgie, kterému český tým podlehl 5:6. Postup na MS se tehdy nezdařil a na nejprestižnější turnaj v tomto sportu se Čechům nepodařilo postoupit ani v letech dalších. Nejblíže k postupu bylo v roce 2008, kdy český tým pod vedením trenéra Josefa Němce podlehl v rozhodujícím zápase o postup Španělsku 1:7. V současné době je reprezentačním trenérem Martin Dlouhý

## Soutěže v České republice
V létě se v současné době nejvíce týmů účastní Českého poháru, který je postaven na dvou fázích. Kvalifikační fáze se koná na různých místech po České republice a může se jich zúčastnit kdokoliv. Z kvalifikací pak postupují jejich vítězové na finálový turnaj. Od roku 2009 se u nás hraje i pravidelná ligová soutěž, která je od roku 2011 obohacena o účast slovenských klubů. V roce 2012 se hrála pod označením Superliga. Oblíbené jsou rovněž zimní turnaje, které se hrají v Praze a to jak v kategorii mužů, žen tak i mládeže.